# Liste der Nummer-eins-Hits in Österreich (2003)
Dies ist eine Liste der Nummer-eins-Hits in Österreich im Jahr 2003. Sie basiert auf den Top 75 der österreichischen Charts bei den Singles und bei den Alben. Es gab in diesem Jahr 14 Nummer-eins-Singles und 22 Nummer-eins-Alben.

## Singles
| ← 2002 ← | Liste der Nummer-eins-Hits in Österreich | Liste der Nummer-eins-Hits in Österreich    | Liste der Nummer-eins-Hits in Österreich | 2004 →                    |
| \| Zeitraum \| Wo. ges. \| Interpret \| Titel Autor(en) \| Zusätzliche Informationen \| \| (Zeitraum, Wochen auf Platz eins, Interpret, Titel, Autor[en], zusätzliche Informationen) \| \| \| \| \| \| ----------------------------------------------------------------------------------------- \| -------- \| ------------------------------------------- \| ----------------------------------------------------------------------------------------------------------------------------------------------------------------------- \| ------------------------- \| \| 19. Dezember 2002 – 8. Januar 2003 3 Wochen \| 3 \| Die Gerd Show \| Der Steuersong (Las Kanzlern) Francisco Manuel Ruiz Gomez; deutscher Text: Peter Burtz, Elmar Brandt, Michael Kernbach \| – \| \| 9. Januar 2003 – 29. Januar 2003 3 Wochen \| 3 \| Eminem \| Lose Yourself Marshall B. Mathers, Luis Edgardo Resto, Jeff Bass \| – \| \| 30. Januar 2003 – 5. März 2003 5 Wochen \| 5 \| t.A.T.u. \| All the Things She Said Sergey Galoyan, Ivan Nikolaevich Shapovalov, Trevor Charles Horn, Martin Kierszenbaum, Elena Vladimirovna Kiper, Valerij Valentinovich Polienko \| – \| \| 6. März 2003 – 19. März 2003 2 Wochen \| 2 \| Starmaniacs \| Tomorrow’s Heroes \| – \| \| 20. März 2003 – 2. April 2003 2 Wochen \| 2 \| Michael Tschuggnall \| Tears of Happiness Musik: Michael Tschuggnall; Text: Michael Tschuggnall, Alexander Stöckl \| – \| \| 3. April 2003 – 4. Juni 2003 9 Wochen \| 9 \| Christina Stürmer \| Ich lebe Alexander Kahr, Eva Katharina Kraus, Harald Hanisch, Leopold Zillinger \| – \| \| 5. Juni 2003 – 18. Juni 2003 2 Wochen (insgesamt 3) \| 3 \| Yvonne Catterfeld \| Für dich Dieter Bohlen; zusätzlicher Text: Klaus Hirschburger, Lucas Hilbert \| – \| \| 19. Juni 2003 – 25. Juni 2003 1 Woche \| 1 \| Nena & Kim Wilde \| Anyplace, Anywhere, Anytime Musik: Jörn Fahrenkrog-Petersen; Text: Carlo Karges, Lisa C. Dalbello \| – \| \| 26. Juni 2003 – 2. Juli 2003 1 Woche (insgesamt 3) \| 3 \| Yvonne Catterfeld \| Für dich Dieter Bohlen; zusätzlicher Text: Klaus Hirschburger, Lucas Hilbert \| – \| \| 3. Juli 2003 – 24. September 2003 12 Wochen \| 12 \| Buddy vs. DJ The Wave \| Ab in den Süden Boris Köhler, Olaf Jeglitza, Sebastian Erl \| – \| \| 25. September 2003 – 1. Oktober 2003 1 Woche \| 1 \| Scooter vs. Marc Acardipane & Dick Rules \| Maria (I Like It Loud) Musik: Marc Trauner; Text: Hans Peter Geerdes, Hendrik Stedler, Jürgen Frosch, Jens Peter Thele, Shawn Mierez \| – \| \| 2. Oktober 2003 – 22. Oktober 2003 3 Wochen \| 3 \| Dido \| White Flag Dido Armstrong, Richard W. Nowels Jr., Rollo Armstrong \| – \| \| 23. Oktober 2003 – 19. November 2003 4 Wochen \| 4 \| The Black Eyed Peas feat. Justin Timberlake \| Where Is the Love? Will Adams, Allan Apll Pineda, Priese Prince Lamont Board, Mike Fratantuno, Justin R. Timberlake, Jaime Luis Gomez, George Pajon \| – \| \| 20. November 2003 – 26. November 2003 1 Woche \| 1 \| Overground \| Schick mir ’nen Engel Mike Michaels, Mark Dollar, Mark Tabak, Sammy Naja, Tariq Jay Khan, O. K. An, Aldjoumma Sissoko \| – \| \| 27. November 2003 – 24. Januar 2004 8 Wochen \| 8 \| Christina Stürmer \| Mama Ana Ahabak Musik: Alexander Kahr; Text: Robert Pfluger \| – \| |                                          |                                             | |                           |
| ← 2002 |                                          |                                             | | → 2004 →                  |
| Zeitraum | Wo. ges.                                 | Interpret                                   | Titel Autor(en) | Zusätzliche Informationen |
| (Zeitraum, Wochen auf Platz eins, Interpret, Titel, Autor[en], zusätzliche Informationen) |                                          |                                             | |                           |
| 19. Dezember 2002 – 8. Januar 2003 3 Wochen | 3                                        | Die Gerd Show                               | Der Steuersong (Las Kanzlern) Francisco Manuel Ruiz Gomez; deutscher Text: Peter Burtz, Elmar Brandt, Michael Kernbach                                                  | –                         |
| 9. Januar 2003 – 29. Januar 2003 3 Wochen | 3                                        | Eminem                                      | Lose Yourself Marshall B. Mathers, Luis Edgardo Resto, Jeff Bass | –                         |
| 30. Januar 2003 – 5. März 2003 5 Wochen | 5                                        | t.A.T.u.                                    | All the Things She Said Sergey Galoyan, Ivan Nikolaevich Shapovalov, Trevor Charles Horn, Martin Kierszenbaum, Elena Vladimirovna Kiper, Valerij Valentinovich Polienko | –                         |
| 6. März 2003 – 19. März 2003 2 Wochen | 2                                        | Starmaniacs                                 | Tomorrow’s Heroes | –                         |
| 20. März 2003 – 2. April 2003 2 Wochen | 2                                        | Michael Tschuggnall                         | Tears of Happiness Musik: Michael Tschuggnall; Text: Michael Tschuggnall, Alexander Stöckl                                                                              | –                         |
| 3. April 2003 – 4. Juni 2003 9 Wochen | 9                                        | Christina Stürmer                           | Ich lebe Alexander Kahr, Eva Katharina Kraus, Harald Hanisch, Leopold Zillinger                                                                                         | –                         |
| 5. Juni 2003 – 18. Juni 2003 2 Wochen (insgesamt 3) | 3                                        | Yvonne Catterfeld                           | Für dich Dieter Bohlen; zusätzlicher Text: Klaus Hirschburger, Lucas Hilbert                                                                                            | –                         |
| 19. Juni 2003 – 25. Juni 2003 1 Woche | 1                                        | Nena & Kim Wilde                            | Anyplace, Anywhere, Anytime Musik: Jörn Fahrenkrog-Petersen; Text: Carlo Karges, Lisa C. Dalbello                                                                       | –                         |
| 26. Juni 2003 – 2. Juli 2003 1 Woche (insgesamt 3) | 3                                        | Yvonne Catterfeld                           | Für dich Dieter Bohlen; zusätzlicher Text: Klaus Hirschburger, Lucas Hilbert                                                                                            | –                         |
| 3. Juli 2003 – 24. September 2003 12 Wochen | 12                                       | Buddy vs. DJ The Wave                       | Ab in den Süden Boris Köhler, Olaf Jeglitza, Sebastian Erl | –                         |
| 25. September 2003 – 1. Oktober 2003 1 Woche | 1                                        | Scooter vs. Marc Acardipane & Dick Rules    | Maria (I Like It Loud) Musik: Marc Trauner; Text: Hans Peter Geerdes, Hendrik Stedler, Jürgen Frosch, Jens Peter Thele, Shawn Mierez                                    | –                         |
| 2. Oktober 2003 – 22. Oktober 2003 3 Wochen | 3                                        | Dido                                        | White Flag Dido Armstrong, Richard W. Nowels Jr., Rollo Armstrong | –                         |
| 23. Oktober 2003 – 19. November 2003 4 Wochen | 4                                        | The Black Eyed Peas feat. Justin Timberlake | Where Is the Love? Will Adams, Allan Apll Pineda, Priese Prince Lamont Board, Mike Fratantuno, Justin R. Timberlake, Jaime Luis Gomez, George Pajon                     | –                         |
| 20. November 2003 – 26. November 2003 1 Woche | 1                                        | Overground                                  | Schick mir ’nen Engel Mike Michaels, Mark Dollar, Mark Tabak, Sammy Naja, Tariq Jay Khan, O. K. An, Aldjoumma Sissoko                                                   | –                         |
| 27. November 2003 – 24. Januar 2004 8 Wochen | 8                                        | Christina Stürmer                           | Mama Ana Ahabak Musik: Alexander Kahr; Text: Robert Pfluger | –                         |

## Alben
| ← 2002 ← | Liste der Nummer-eins-Alben in Österreich | Liste der Nummer-eins-Alben in Österreich                        | Liste der Nummer-eins-Alben in Österreich | 2004 →                    |
| \| Zeitraum \| Wo. ges. \| Interpret \| Titel \| Zusätzliche Informationen \| \| (Zeitraum, Wochen auf Platz eins, Interpret, Titel, zusätzliche Informationen) \| \| \| \| \| \| ------------------------------------------------------------------------------ \| -------- \| ---------------------------------------------------------------- \| ----------------------------- \| ------------------------- \| \| 22. Dezember 2002 – 18. Januar 2003 4 Wochen (insgesamt 5) \| 5 \| Robbie Williams \| Escapology \| – \| \| 19. Januar 2003 – 8. Februar 2003 3 Wochen \| 3 \| Die Wiener Philharmoniker unter Leitung von Nikolaus Harnoncourt \| Neujahrskonzert 2003 \| – \| \| 9. Februar 2003 – 22. Februar 2003 2 Wochen \| 2 \| t.A.T.u. \| 200 km/h in the Wrong Lane \| – \| \| 23. Februar 2003 – 8. März 2003 2 Wochen \| 2 \| Deutschland sucht den Superstar \| United \| – \| \| 9. März 2003 – 22. März 2003 2 Wochen \| 2 \| Starmania \| Best of Finals \| – \| \| 23. März 2003 – 5. April 2003 2 Wochen (insgesamt 4) \| 4 \| Starmania \| Best of Duets \| – \| \| 6. April 2003 – 12. April 2003 1 Woche (insgesamt 2) \| 2 \| Linkin Park \| Meteora \| – \| \| 13. April 2003 – 26. April 2003 2 Wochen (insgesamt 4) \| 4 \| Starmania \| Best of Duets \| – \| \| 27. April 2003 – 3. Mai 2003 1 Woche \| 1 \| Starmania \| New Songs \| – \| \| 4. Mai 2003 – 10. Mai 2003 1 Woche \| 1 \| Madonna \| American Life \| – \| \| 11. Mai 2003 – 17. Mai 2003 1 Woche \| 1 \| Erste Allgemeine Verunsicherung \| Frauenluder \| – \| \| 18. Mai 2003 – 24. Mai 2003 1 Woche \| 1 \| Die Seer \| Aufwind \| – \| \| 25. Mai 2003 – 31. Mai 2003 1 Woche \| 1 \| Marilyn Manson \| The Golden Age of Grotesque \| – \| \| 1. Juni 2003 – 21. Juni 2003 3 Wochen \| 3 \| Nena \| 20 Jahre – Nena feat. Nena \| – \| \| 22. Juni 2003 – 28. Juni 2003 1 Woche \| 1 \| Metallica \| St. Anger \| – \| \| 29. Juni 2003 – 9. August 2003 6 Wochen \| 6 \| Christina \| Freier Fall \| – \| \| 10. August 2003 – 30. August 2003 3 Wochen \| 3 \| Nockalm Quintett \| Die kleine Insel Zärtlichkeit \| – \| \| 31. August 2003 – 20. September 2003 3 Wochen \| 3 \| The Rasmus \| Dead Letters \| – \| \| 21. September 2003 – 4. Oktober 2003 2 Wochen \| 2 \| S.T.S. \| Herzverbunden \| – \| \| 5. Oktober 2003 – 11. Oktober 2003 1 Woche \| 1 \| Limp Bizkit \| Results May Vary \| – \| \| 12. Oktober 2003 – 8. November 2003 4 Wochen \| 4 \| Robbie Williams \| Live Summer 2003 \| – \| \| 9. November 2003 – 29. November 2003 3 Wochen \| 3 \| R.E.M. \| In Time – Best of 1988–2003 \| – \| \| 30. November 2003 – 3. Januar 2004 5 Wochen \| 5 \| Kiddy Contest Kids \| Kiddy Contest Vol. 9 \| – \| |                                           |                                                                  |                                           |                           |
| ← 2002 |                                           |                                                                  |                                           | → 2004 →                  |
| Zeitraum | Wo. ges.                                  | Interpret                                                        | Titel                                     | Zusätzliche Informationen |
| (Zeitraum, Wochen auf Platz eins, Interpret, Titel, zusätzliche Informationen) |                                           |                                                                  |                                           |                           |
| 22. Dezember 2002 – 18. Januar 2003 4 Wochen (insgesamt 5) | 5                                         | Robbie Williams                                                  | Escapology                                | –                         |
| 19. Januar 2003 – 8. Februar 2003 3 Wochen | 3                                         | Die Wiener Philharmoniker unter Leitung von Nikolaus Harnoncourt | Neujahrskonzert 2003                      | –                         |
| 9. Februar 2003 – 22. Februar 2003 2 Wochen | 2                                         | t.A.T.u.                                                         | 200 km/h in the Wrong Lane                | –                         |
| 23. Februar 2003 – 8. März 2003 2 Wochen | 2                                         | Deutschland sucht den Superstar                                  | United                                    | –                         |
| 9. März 2003 – 22. März 2003 2 Wochen | 2                                         | Starmania                                                        | Best of Finals                            | –                         |
| 23. März 2003 – 5. April 2003 2 Wochen (insgesamt 4) | 4                                         | Starmania                                                        | Best of Duets                             | –                         |
| 6. April 2003 – 12. April 2003 1 Woche (insgesamt 2) | 2                                         | Linkin Park                                                      | Meteora                                   | –                         |
| 13. April 2003 – 26. April 2003 2 Wochen (insgesamt 4) | 4                                         | Starmania                                                        | Best of Duets                             | –                         |
| 27. April 2003 – 3. Mai 2003 1 Woche | 1                                         | Starmania                                                        | New Songs                                 | –                         |
| 4. Mai 2003 – 10. Mai 2003 1 Woche | 1                                         | Madonna                                                          | American Life                             | –                         |
| 11. Mai 2003 – 17. Mai 2003 1 Woche | 1                                         | Erste Allgemeine Verunsicherung                                  | Frauenluder                               | –                         |
| 18. Mai 2003 – 24. Mai 2003 1 Woche | 1                                         | Die Seer                                                         | Aufwind                                   | –                         |
| 25. Mai 2003 – 31. Mai 2003 1 Woche | 1                                         | Marilyn Manson                                                   | The Golden Age of Grotesque               | –                         |
| 1. Juni 2003 – 21. Juni 2003 3 Wochen | 3                                         | Nena                                                             | 20 Jahre – Nena feat. Nena                | –                         |
| 22. Juni 2003 – 28. Juni 2003 1 Woche | 1                                         | Metallica                                                        | St. Anger                                 | –                         |
| 29. Juni 2003 – 9. August 2003 6 Wochen | 6                                         | Christina                                                        | Freier Fall                               | –                         |
| 10. August 2003 – 30. August 2003 3 Wochen | 3                                         | Nockalm Quintett                                                 | Die kleine Insel Zärtlichkeit             | –                         |
| 31. August 2003 – 20. September 2003 3 Wochen | 3                                         | The Rasmus                                                       | Dead Letters                              | –                         |
| 21. September 2003 – 4. Oktober 2003 2 Wochen | 2                                         | S.T.S.                                                           | Herzverbunden                             | –                         |
| 5. Oktober 2003 – 11. Oktober 2003 1 Woche | 1                                         | Limp Bizkit                                                      | Results May Vary                          | –                         |
| 12. Oktober 2003 – 8. November 2003 4 Wochen | 4                                         | Robbie Williams                                                  | Live Summer 2003                          | –                         |
| 9. November 2003 – 29. November 2003 3 Wochen | 3                                         | R.E.M.                                                           | In Time – Best of 1988–2003               | –                         |
| 30. November 2003 – 3. Januar 2004 5 Wochen | 5                                         | Kiddy Contest Kids                                               | Kiddy Contest Vol. 9                      | –                         |

## Jahreshitparaden
| ← 2002 ← | Liste der Nummer-eins-Hits in Österreich | Liste der Nummer-eins-Hits in Österreich | Liste der Nummer-eins-Hits in Österreich | 2004 →   |
| \| Singles \| Position# \| Alben \| \| ----------------------------------------------------------------------------------------------------------------------------------------------------------------------------------------------- \| --------- \| -------------------------------- \| \| Ab in den Süden Buddy vs. DJ The Wave Boris Köhler, Olaf Jeglitza, Sebastian Erl \| 1 \| Escapology Robbie Williams \| \| Ich lebe Christina Stürmer Alexander Kahr, Eva Katharina Kraus, Harald Hanisch, Leopold Zillinger \| 2 \| Freier Fall Christina \| \| Tears of Happiness Michael Tschuggnall Musik: Michael Tschuggnall; Text: Michael Tschuggnall, Alexander Stöckl \| 3 \| Mensch Herbert Grönemeyer \| \| All the Things She Said t.A.T.u. Sergey Galoyan, Ivan Nikolaevich Shapovalov, Trevor Charles Horn, Martin Kierszenbaum, Elena Vladimirovna Kiper, Valerij Valentinovich Polienko \| 4 \| 20 Jahre – Nena feat. Nena Nena \| \| Ich kenne nichts (das so schön ist wie du) RZA feat. Xavier Naidoo Robert Diggs, Xavier Naidoo, Michael Herberger \| 5 \| Live Summer 2003 Robbie Williams \| \| Lose Yourself Eminem Marshall B. Mathers, Luis Edgardo Resto, Jeff Bass \| 6 \| Up! Shania Twain \| \| Tomorrow’s Heroes Starmaniacs \| 7 \| Best of Finals Starmania \| \| Take Me Tonight Alexander Dieter Bohlen \| 8 \| Best of Duets Starmania \| \| In the Shadows The Rasmus Musik: Lauri Johannes Ylönen, Eero Aleksi Heinonen, Pauli Antero Rantasalmi, Aki Markus Juhani Hakala; Text: Lauri Johannes Ylönen \| 9 \| Come Away with Me Norah Jones \| \| Where Is the Love? The Black Eyed Peas feat. Justin Timberlake Will Adams, Allan Apll Pineda, Priese Prince Lamont Board, Mike Fratantuno, Justin R. Timberlake, Jaime Luis Gomez, George Pajon \| 10 \| Aufwind Die Seer \| |                                          |                                          |                                          |          |
| ← 2002 |                                          |                                          |                                          | → 2004 → |
| Singles | Position#                                | Alben                                    |                                          |          |
| Ab in den Süden Buddy vs. DJ The Wave Boris Köhler, Olaf Jeglitza, Sebastian Erl | 1                                        | Escapology Robbie Williams               |                                          |          |
| Ich lebe Christina Stürmer Alexander Kahr, Eva Katharina Kraus, Harald Hanisch, Leopold Zillinger | 2                                        | Freier Fall Christina                    |                                          |          |
| Tears of Happiness Michael Tschuggnall Musik: Michael Tschuggnall; Text: Michael Tschuggnall, Alexander Stöckl | 3                                        | Mensch Herbert Grönemeyer                |                                          |          |
| All the Things She Said t.A.T.u. Sergey Galoyan, Ivan Nikolaevich Shapovalov, Trevor Charles Horn, Martin Kierszenbaum, Elena Vladimirovna Kiper, Valerij Valentinovich Polienko | 4                                        | 20 Jahre – Nena feat. Nena Nena          |                                          |          |
| Ich kenne nichts (das so schön ist wie du) RZA feat. Xavier Naidoo Robert Diggs, Xavier Naidoo, Michael Herberger | 5                                        | Live Summer 2003 Robbie Williams         |                                          |          |
| Lose Yourself Eminem Marshall B. Mathers, Luis Edgardo Resto, Jeff Bass | 6                                        | Up! Shania Twain                         |                                          |          |
| Tomorrow’s Heroes Starmaniacs | 7                                        | Best of Finals Starmania                 |                                          |          |
| Take Me Tonight Alexander Dieter Bohlen | 8                                        | Best of Duets Starmania                  |                                          |          |
| In the Shadows The Rasmus Musik: Lauri Johannes Ylönen, Eero Aleksi Heinonen, Pauli Antero Rantasalmi, Aki Markus Juhani Hakala; Text: Lauri Johannes Ylönen | 9                                        | Come Away with Me Norah Jones            |                                          |          |
| Where Is the Love? The Black Eyed Peas feat. Justin Timberlake Will Adams, Allan Apll Pineda, Priese Prince Lamont Board, Mike Fratantuno, Justin R. Timberlake, Jaime Luis Gomez, George Pajon | 10                                       | Aufwind Die Seer                         |                                          |          |